# Antiterrorismecomité

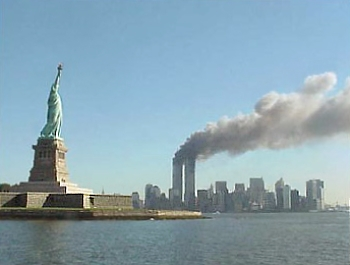
De WTC-torens in New York op 11 september 2001, nadat terroristen er met passagiersvliegtuigen op invlogen.

Het Antiterrorismecomité is een onderdeel van de Veiligheidsraad van de Verenigde Naties dat kort na de aanslagen op 11 september 2001 door die Veiligheidsraad werd opgericht. Het Antiterrorismecomité heeft als taak  de maatregelen die de Veiligheidsraad met de  op 28 september 2001 aangenomen resolutie 1373 nam tegen terrorisme uit te voeren, op te volgen en landen die daarom vragen daarmee te helpen. 
Het Antiterrorismecomité bestaat uit de vijftien leden van de Veiligheidsraad.

## Geschiedenis
Resolutie 1373 droeg landen op om maatregelen te nemen die de financiering van terrorisme en de aanwezigheid van terroristen moesten tegengaan. Er werd ook gevraagd dat landen hiertoe zouden samenwerken. Benadrukt werd dat genomen maatregelen in overeenstemming moesten zijn met het internationaal recht.
De uitvoering van resolutie 1373 liep echter niet van een leien dakje. Zo was de verplichting om de financiering van terroristen te voorkomen en af te snijden een last op het bankwezen. Ook waren er landen die vonden dat de reeds bestaande maatregelen tegen het witwassen van misdaadgeld voldoende waren. Aldus waren internationale financiële transacties niet transparant genoeg en was de wetgeving van landen tegen de instroom van misdaadgeld te zwak. Ook voorzag de wetgeving van veel landen niet in de mogelijkheid fondsen snel te bevriezen naar aanleiding van een onderzoek, of op vraag van de Veiligheidsraad of een ander land. Verder lag ook het houden van meer toezicht op de financiën van VZW's moeilijk, omdat deze sector informeel van aard is en dit veelal beschouwd werd als een beperking van de vrijheden.

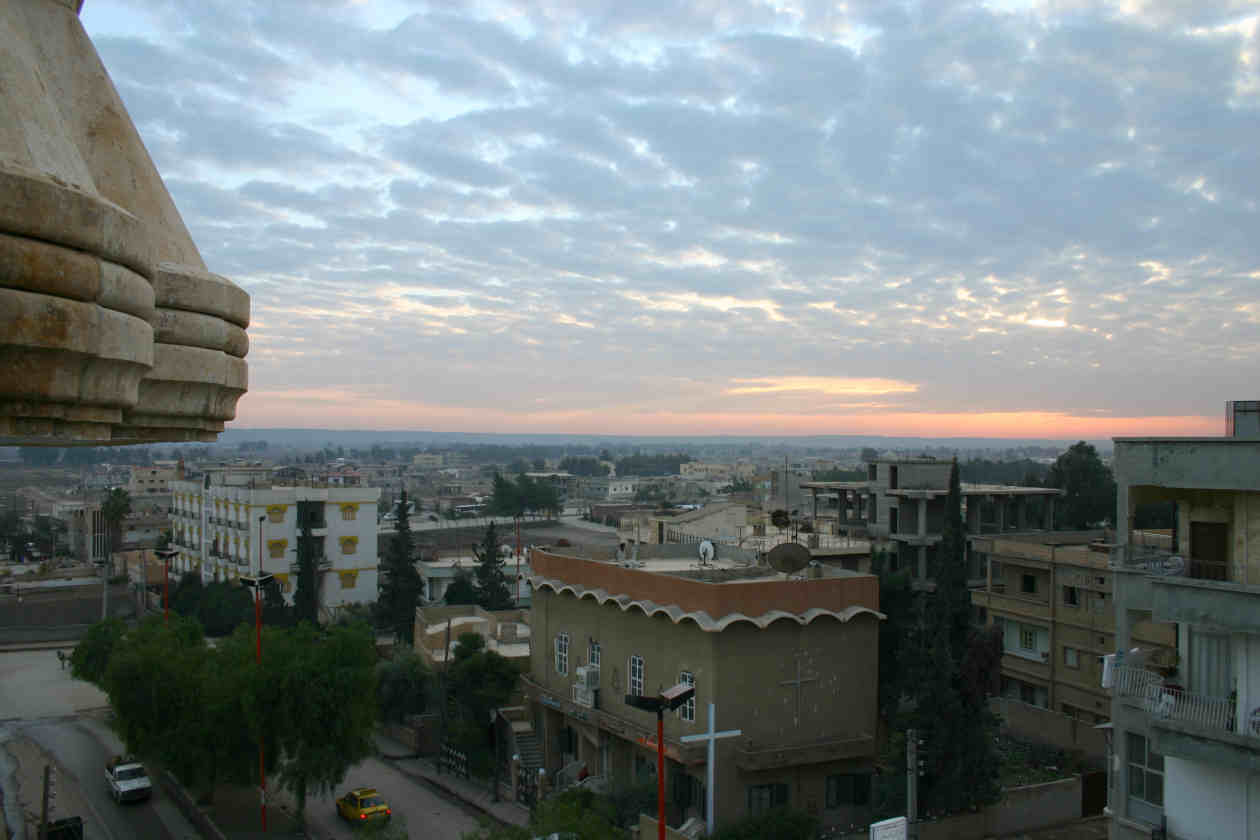
De stad Ar-Raqqah in het noorden van Syrië. Deze stad werd in 2014 de hoofdstad van het kalifaat dat Islamitische Staat had uitgeroepen. De echte hoofdstad die de terreurgroep voor ogen heeft is Bagdad.

Landen werden ook verplicht om de verantwoordelijken voor terreurdaden te vervolgen, ongeacht waar die daden gepleegd werden, teneinde te zorgen dat terroristen zich nergens konden verschuilen. Sommige landen stonden daar echter terughoudend tegenover. Het ervoor zorgen dat zoveel mogelijk landen de internationale verdragen tegen terrorisme ratificeerden werd daarom als een belangrijke doelstelling van het Antiterrorismecomité gezien. Er waren ook veel landen die geen wetgeving ontwikkelden om de verdragen af te dwingen. Een andere taak van het comité was dan ook dit op te volgen en technische ondersteuning te bieden. Voor wat dat laatste betreft fungeert het comité als bemiddelaar met een land dat bereid is de ondersteuning te leveren. Onder meer Nederland heeft dergelijke technische steun geleverd.
Resolutie 1535 van 26 maart 2004 hervormde het comité en creëerde het Uitvoerend Directoraat, dat het comité zou bijstaan en het toezicht op de uitvoering van resolutie 1373 zou coördineren. Er werken een veertigtal mensen, waarvan de helft juristen die rapporten die door landen worden ingediend analyseren.
Op 14 september 2005 nam de Veiligheidsraad resolutie 1624 aan, die landen vroeg om ook het aanzetten tot het plegen van terreurdaden strafbaar te maken en de maatregelen die ze in die zin namen mede te delen aan het Antiterrorismecomité. Het gebruik van het internet door terreurorganisaties had het aanzetten tot terrorisme sterk in de hand gewerkt. Eind 2015 hadden zeker 76 landen het aanzetten tot een terreurdaad expliciet strafbaar gemaakt. Een aantal landen bleven het echter als een klein vergrijp zien. Sommige landen in Europa en Afrika hadden ook het verheerlijken en rechtvaardigen van terrorisme strafbaar gemaakt, hoewel dit strikt genomen niet "aanzetten tot" was, omdat het een sfeer creëert die bevorderlijk is voor terrorisme. Anderzijds waren er ook landen wier wetgeving dusdanig vaag was geformuleerd – met verwijzingen naar bedreigingen van de "staatveiligheid" of "nationale eenheid" – dat ze misbruikt zou kunnen worden om de vrijheid van meningsuiting in te perken.
Resolutie 2178, aangenomen op 24 september 2014, vroeg landen maatregelen te nemen tegen de instroom van buitenlandse terreurstrijders bij met name Islamitische Staat, al-Nusra en splintergroepen van Al Qaida.
Resolutie 2354 van 24 mei 2017 vroeg het comité om de internationale samenwerking voor de uitvoering van de maatregelen die het zelf had opgesteld om de retoriek van terreurgroepen tegen te gaan te faciliteren en op te volgen.